# Chebsey
Chebsey er en lille by i det engelske county Staffordshire, England, og ligger omkring 4 kilometer fra Eccleshall, og tæt på floden River Sow der ligger cirka 8 kilometer nordvest for Stafford . Byens huse og kirken er opført til ærer for den engelske helligdag All Saint, der, på dansk kaldes Allehelgensdag.

## Kirken
Stående på en bakke skuer kirken ud over selve byen. Den er bygget i gotisk stil i rødlige sandsten og opført i den 12. århundrede. Vest tårnet kom senere til, da det blev bygget i det 15. århundrede, og består modsat resten af kirken mest af grå sandsten med nogle røde ind mellem. Den originale trappe i det originale kirketårn, på den sydøstlige side, i Chebsey, er højst usædvanlig. Selvom det er meget almindelig i kirker i syd England, og specielt i Devon og Somerset, er det de færreste kirker der ligger i English Midlands og Northern England der har dette. Dele af den sydlige væg i kirken viser tegn på gentagne reparationer, mest i de røde sandsten. I haven der hører til kirken står det et angelsaksisk kors, og indei kirken findes der glas maleri fra den sene Klunketiden af maleren Charles Eamer Kempe, og en sten kiste fra det 13. århundrede. Kirken blev total renoveret i 1897, under tilsyn af arkitekten Andrew Capper.

### Fodnote
1. ↑  History of Chebsey, in Stafford and Staffordshire | Map and description

52°51′N 2°13′V / 52.85°N 2.22°V